# Ратедаунг
Ратедаунг (бірм. ရသေ့တောင်မြို့) — місто в штаті Ракхайн, М'янма.